# Kilcash Castle
Kilcash Castle (irisch Caisleán Chill Chaise) ist die Ruine einer Niederungsburg an der Nationalstraße N24 direkt westlich des Dorfes Ballydine im irischen County Tipperary. Sie gehört derzeit der Republik Irland. Die Familie Butler ist der Gegend verbunden.

## Geschichte
Das Hauptgebäude der Burg ist ein befestigter Turm aus dem 16. Jahrhundert. Der angrenzende Hallenbau wurde später angefügt, als aufgrund der ruhigeren Zeiten die Verteidigungsfunktion gegenüber einem größeren Komfort zurücktrat, was man an den größeren Fenstern sehen kann. Im 16. Jahrhundert ging der Besitz der Herrschaft Kilcash von der Familie Wall auf die Familie Butler von Osraige über, bis letztere das Anwesen 1997 für £ 500 an die Republik Irland verkaufte.
James Tuchet, 3. Earl of Castlehaven, ein bekannter Kommandeur der katholischen Konföderierten während der irischen Konföderationskriege (1641–1653), besuchte die Burg und schrieb dort seine Memoiren. Seine Schwester, Lady Frances, war dort mit einem anderen konföderierten Kommandeur, Richard Butler († 1701), verheiratet.

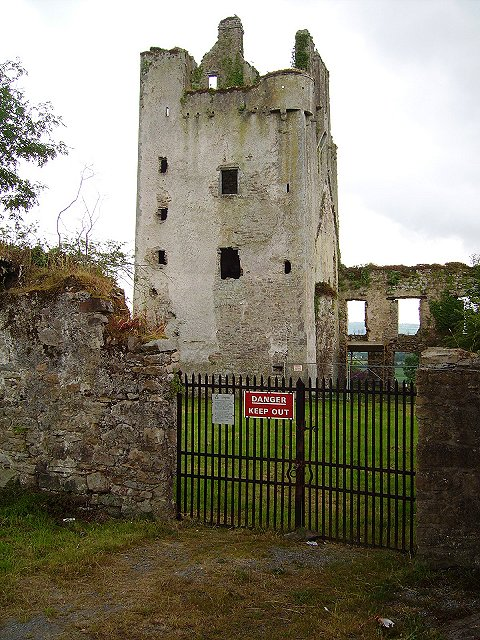
Burgturm

Im 19. Jahrhundert verfiel die Burg, nachdem ein Teil des Anwesens um 1800 verkauft worden war. Im irischen Bürgerkrieg war die Burg von Gegnern des Vertrages besetzt, um das Vorrücken der Vertragsbefürworter auf Clonmel zu behindern. Schließlich wurden die Besetzer durch Artilleriefeuer der Truppen unter dem Kommando von General Prout vertrieben, was die schon verfallene Burg weiter beschädigte.
Ende des 20. Jahrhunderts befand sich die Burg in einsturzgefährdetem Zustand. Seit 2011 wurden umfangreiche Reparaturen an ihr durchgeführt, um ihren Einsturz zu verhindern.
In der Nähe der Burgruine befinden sich die Überreste einer mittelalterlichen Kirche mit romanischem Eingang. Dieses Gebäude wurde in den 1980er Jahren teilweise repariert und kann heute ohne Gefahr besucht werden. Auf dem Friedhof beherbergt das Mausoleum, ein Gebäude so groß wie die Kirche selbst, die Grabstellen von Erzbischof Christopher Butler (1673–1757), Margaret, Viscountess Iveagh, († 1744), Walter Butler, 16. Earl of Ormonde, († 1773) und John Butler, 17. Earl of Ormonde, († 1795). In einige der Grabsteine aus dem 18. Jahrhundert sind sorgfältig ausgearbeitete Kreuzigungsszenen eingraviert.

## Das Klagelied für Kilcash

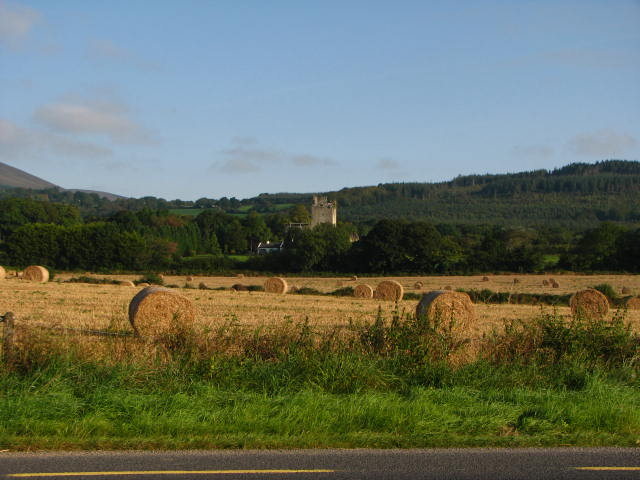
Kilcash Castle aus der Ferne

Die Burg ist am bekanntesten für das Lied Caoineadh Chill Chais (irisch „Das Klagelied für Kilcash“), in dem über den Tod von Margaret Butler, Viscountess Iveagh, († 1744) geklagt wird, die nach dem Tod ihres ersten Gatten mit Colonel Thomas Butler aus Kilcash († 1738) verheiratet war. Das Lied wird allgemein Pater John Lane († 1776) zugeschrieben, aber die Wälder, die in der ersten Strophe besungen werden, wurden erst 1797 und 1801, lange nach Lanes Tod, verkauft. Die frühesten Manuskripte des Gedichtes stammen von der Mitte des 19. Jahrhunderts. Die erste Strophe lautet:
Cad a dhéanfaimid feasta gan adhmad?
Tá deireadh na gcoillte ar lár;
níl trácht ar Chill Chais ná ar a teaghlach
is ní chluinfear a cling go bráth.
An áit úd a gcónaíodh an deighbhean
fuair gradam is meidhir thar mhnáibh,
bhíodh iarlaí ag tarraingt tar toinn ann
is an t-aifreann binn á rá.
Was werden wir jetzt ohne Holz tun,
Da der letzte der Wälder gerodet ist?
Es ist keine Rede von Cill Chais und seinem Haushalt
Und sein Geläut wird nicht mehr gehört.
Jener Ort, wo die gute Dame lebte,
Die ehrenvollste und fröhlichste der Frauen,
Earls zogen dort über die Wellen
Und die süße Messe wurde einst dort gelesen.